# جزيرة بانجي
تقع جزيرة بانجي داخل تقسيم كودات من ولاية صباح الماليزية، وتبلغ مساحتها 440.7 كيلومترا مربعا. تعتبر بانجي أكبر جزيرة في ماليزيا، تليها جزيرة برويت [الإنجليزية] وجزيرة لانكاوي وجزيرة بينانج. موقعها يقابل الساحل الشمالي من ولاية صباح قرب خليج مارودو. أعلى ارتفاع في الجزيرة هي تلة يبلغ ارتفاعها 529 مترا. بلغ عدد سكانها في عام 2003 حوالي 20,000 نسمة. مدينة ليمبواك هي أكبر مدينة في بانجي.

## روابط خارجية
- UN Systemwide Earthwatch.